# Hemiscyllium
Hemiscyllium – rodzaj ryb chrzęstnoszkieletowych z rodziny Hemiscylliidae.

## Zasięg występowania
Rodzaj obejmuje gatunki występujące w wodach zachodniego Oceanu Spokojnego i wschodniego Oceanu Indyjskiego.

## Morfologia
Długość ciała do 107 cm.

## Systematyka
Rodzaj zdefiniowali w 1838 roku niemieccy ichtiolodzy Johannes Peter Müller i Jakob Henle w artykule poświęconym budowie i nowym rodzajom ryb chrzęstnoszkieletowych, opublikowanym na łamach The Magazine of Natural History. Gatunkiem typowym jest (oznaczenie monotypowe) rekin epoletowy (H. ocellatum).

### Etymologia
Hemiscyllium: gr. ἡμι- hēmi- ‘pół-, mały’, od ἡμισυς hēmisus ‘połowa’; rodzaj Scyllium Cuvier, 1816 (od gr. σκυλιον skulion ‘gatunek rekina’).

### Podział systematyczny
Do rodzaju należą następujące gatunki:
- Hemiscyllium freycineti (Quoy & Gaimard, 1824)
- Hemiscyllium galei Allen & Erdmann, 2008
- Hemiscyllium hallstromi Whitley, 1967
- Hemiscyllium halmahera Allen, Erdmann & Dudgeon, 2013
- Hemiscyllium henryi Allen & Erdmann, 2008
- Hemiscyllium michaeli Allen & Dudgeon, 2010
- Hemiscyllium ocellatum (Bonnaterre, 1788) – rekin epoletowy
- Hemiscyllium strahani Whitley, 1967
- Hemiscyllium trispeculare Richardson, 1843